# Minczo Nikołow
Minczo Nikołow (bułg. Минчо Николов; ur. 14 września 1952) – bułgarski wioślarz, brązowy medalista olimpijski.

## Kariera
Wystąpił na igrzyskach olimpijskich w Montrealu w 1976, zajmując piąte miejsce w czwórkach podwójnych. Na rozgrywanych cztery lata później igrzyskach olimpijskich w Moskwie osada Bułgarii w składzie: Minczo Nikołow,
Lubomir Petrow, Iwo Rusew i Bogdan Dobrew zdobyła w tej samej konkurencji brązowy medal. W finale uplasowali się o 2,57 sekundy za osadą NRD i o 0,91 sekundy za osadą ZSRR. 
W czwórkach podwójnych był też między innymi piąty na mistrzostwach świata w Cambridge (1978).